# Inquinante organico persistente
Gli inquinanti organici persistenti, o POP (acronimo inglese di Persistent Organic Pollutants) sono sostanze chimiche molto resistenti alla decomposizione (alcune rimangono presenti nel terreno fino a vent'anni prima di dimezzarsi) e che possiedono alcune proprietà tossiche.
Per le loro caratteristiche di persistenza e tossicità sono particolarmente nocive per la salute umana (si configurano alcuni come veleni, altri come agenti cancerogeni) e per l'ambiente (anche mortali per la fauna). A causa della loro elevata lipoaffinità, si è riscontrato il loro accumulo negli organismi e ne sono stati rilevati residui in pesci, animali selvatici, nei tessuti, nel latte e nel sangue umani, oltre che in campioni alimentari. Sono presenti nell'atmosfera, nell'aria e nell'acqua e la loro propagazione è dovuta anche alle specie migratrici. Il pericolo consiste nella crescente concentrazione negli ecosistemi terrestri e acquatici.
I dodici POP prioritari sono:
1. Aldrin
2. Clordano
3. Diclorodifeniltricloroetano (DDT)
4. Dieldrin
5. Endrin
6. Eptacloro
7. Mirex
8. Toxafene
9. Policlorobifenili (PCB)
10. Esaclorobenzene
11. Policloro-dibenzo-p-diossine (PCDD)
12. Policloro-dibenzo-furani (PCFD)